# Janez Bončina - Benč
Janez Bončina, slovenski skladatelj, kitarist in pevec, * 18. december 1948, Ljubljana.
Janez Bončina – Benč je eden vodilnih avtorjev in izvajalcev slovenske in nekdanje jugoslovanske rock glasbe. 
Že sredi 60-tih je s prijateljem Tomažem Domiceljem v skupini Helioni opozoril na svojo glasbeno nadarjenost, s skupino Mladi levi pa je ustvaril projekte, ki so pomenili začetek slovenskega pop rocka.
V letih 1970–1972 je s samostojnim avtorskim delom sodeloval z mednarodno zasedbo The Generals, leta 1972 je ustanovil rock skupino Srce, ki je na glasbeni sceni pustila viden pečat. Z elitnimi jugoslovanskimi glasbeniki je leta 1975 osnoval skupino September, njihova glasba, ki je združevala jazz in rock, pa je bila odmevna tudi v mednarodnem prostoru. September je bil neke vrste ambasador jugoslovanskega rocka v tujini; v obdobju 1976–1979 so gostovali v Sovjetski zvezi, Belgiji, Italiji, na Kubi, v Nemčiji, Franciji in nazadnje v ZDA, kjer so posneli svoj drugi album. 
Leta 1983 se je Benč ponovno vrnil na glasbeno sceno, in sicer s samostojnim albumom Ob šanku, ki ga je ustvaril z izvrstnim aranžerjem Gregom Forjaničem. S skupino Karamela je gostoval v Italiji, Nemčiji in Sovjetski zvezi, posnetke s turneje pa je kasneje objavil na Live albumu. V tem času ga je Pepsi Cola izbrala za jugoslovanskega predstavnika mednarodne propagandne akcije in tako je v reklamnem spotu nastopil skupaj s Tino Turner. 
Leta 1988 je ustanovil divjo in udarno zasedbo mladih glasbenikov Yunk - Junaki nočne kronike, ki je z ostrimi, kritičnimi besedili in prepričljivo izvedbo pri občinstvu naletela na izjemen odziv. Po dveh uspešnih albumih je zapustil skupino in se posvetil novim glasbenim raziskovanjem. 
Leto 1992 je začetek njegovega akustičnega obdobja in glasbenega druženja s Tomom Jurakom in Janezom Zmazkom - Žanom. V kratkem času so se zvrstili številni koncerti, uspeh pa so okronale tudi nagrade. V letu 1994 najdemo Benča v zanimivi glasbeni družbi Sedem veličastnih, v katerem so med drugimi sodelovali tudi Janez Zmazek, Tomo Jurak, Vlado Kreslin, Zoran Predin, Peter Lovšin, Aleksander Mežek, Tomaž Domicelj in Jani Kovačič. Akustično obdobje se je odmevno končalo z zlato noto za najboljšega rock pevca 1995. 
V prihodnjih dveh letih se je Benč vrnil k svojim glasbenim koreninam in z izjemnimi instrumentalisti, Marjanom Malikovičem, Primožem Grašičem, Jadranom Ogrinom, Janijem Hacetom, Blažem Jurjevčičem, Ratkom Divjakom, Tuliom Furaničem in drugimi koncertiral doma in v tujini. 
V letih 1998 in 99 je kot avtor oz. izvajalec sodeloval pri zahtevnih glasbenih projektih z Big Bandom RTV Slovenija. Po izidu z zlatim petelinom nagrajenega albuma Bendologija leta 1999 so se Benč & Prijatelji (Grašič, Divjak, Rahimovski, Malikovič, Ogrin...) podali na koncertno turnejo, v okviru katere so nastopili na Lentu, v Lignanu in Puli na Bikers Festu, Ljubljani, v Sarajevu na prireditvi Live for Life, ob vstopu v leto 2000 pa v zagrebški Tvornici, kjer so se jim pridružili še Josipa Lisac, Dado Topić, Dino Dvornik, Nina Badrič idr.
Leta 2003 je izšel album The Best of September, Janez Bončina Benč pa je ob tej priložnosti ponovno aktiviral (tokrat v zasedbi Benč, Doblekar, Asanović, Ogrin, Malikovič, Divjak in Tulio Furlanič). Koncerti v Puli, Portorožu, na Lentu dosežejo vrhunec v ljubljanski hali Tivoli, skupaj z legendarno skupino Deep Purple.
Leta 2005 sta se Janez Bončina Benč in aranžer Braco J. Doblekar združila v avtorskem projektu Janezz, ki skupaj z mladimi glasbeniki, študenti uglednih glasbenih ustanov v tujini in doma (Berklee, Linz, Graz, Rotterdam, Ljubljana, Celovec) za to priložnost zbranimi v Big bandu Braca Doblekarja.

## Zanimivost
Benč ni znan samo kot glasbenik temveč tudi kot slikar in športnik, nekajkrat pa se je preizkusil še kot igralec. V sezoni 1976/77 je nastopal v predstavi J. Ardena »Živite kot svinje« v režiji Zvoneta Šedlbauerja v ljubljanski Drami, kasneje pa v celovečernem filmu Eva režiserja Francija Slaka. Napisal je tudi glasbo za nekaj filmov (Maškarada) in televizijskih projektov.

## Nagrade
- 1969 – MLADI LEVI: ZAZNAMOVAN, Slovenska popevka 1969, 3. nagrada strokovne žirije
- 1970 – MLADI LEVI: OLUJA, Opatija, nagrada strokovne žirije
- 1973 – SRCE: SPOMIN, Slovenska popevka 1973, nagrada za najboljšega skladatelja debitanta
- 1984 – Janez Bončina: OB ŠANKU, Pop delavnica 1984, nagrada strokovne žirije
- 1985 – Janez Bončina: NAVALI NAROD NA GOSTILNE, Pop delavnica 1985, 1. nagrada občinstva
- 1985 – JUGOSLOVANSKO ESTRADNO PRIZNANJE ZA DELO
- 1992 – BENČ & TOMO: NOSILA JE RDEČO ROŽO, MMS 1992, nagrada mednarodne strokovne žirije
- 1987 – BENČ: POET, Pop delavnica 1987, Nagrada strokovne komisije in 2. nagrada občinstva
- 1993 – ZLATA NOTA ZA ŽIVLJENJSKO DELO
- 1994 – BENČ: ABRAHAM, MMS 1994, posebna nagrada strokovne žirije za besedilo
- 1995 – ZLATA NOTA ZA NAJBOLJŠEGA ROCK PEVCA LETA 1994
- 1996 – BENČ: JOŽA IZ PORTOROŽA, MMS 1996, nagrada strokovne žirije za priredbo
- 1997 – NOMINACIJA ZA ZLATEGA PETELINA v kategoriji rock pevec leta
- 1997 – ČAS ZACELI RANE (A. Godec), MMS 1997, nagrada mednarodne strokovne žirije za avtorstvo
- 1999 – BENČ: BENDOLOGIJA, Zlati Petelin 1999, ZLATI PETELIN ZA NAJBOLJŠO KOMPILACIJO

## Diskografija
- Mladi levi: Mila mala (1969)
- Mladi levi: Zaznamovan (1969), Ljubezen (1970), Gostja (1971) (Slovenska popevka 1969, 1970, 1971)
- Benč, Bor & Dejvi: "Všeč mi je itd." (1971)
- Janez Bončina & Ditka Haberl: Maškarada, glasba iz filma (1971)
- Mladi levi: "Odprite okna, vojna je končana" (1971)
- Srce: Gvendolina, kdo je bil (1972)
- Benč & Asanović: Majko Zemljo (1974)
- Benč: Maja z biseri, Človek (Slovenska popevka 1974)
- Benč & Asanović: Pop (1976)
- September: "Luduj s nama" (1976)
- September: Zadnja avantura (1976)
- September: "Prle upeco ribu" (1977)
- September: "Domovino moja" (1979)
- September: Domovina moja (1979)
- Janez Bončina – Benč: Ob šanku (1983)
- Legende YU rocka (1987)
- Benč & Junaki nočne kronike: Na noge! (1988)
- Benč & Junaki nočne kronike: Grafitti (1989)
- Janez Bončina – Benč: Najlepši neuspehi (1992)
- Janez Bončina – Benč: Staro vino (1996)
- Janez Bončina – Benč: Bendologija (1999)
- Mladi levi: Antologija (1999)
- Benč: Delo mi ne leži (2001)
- Benč & Orkester Braca J. Doblekarja: Janezz (2005)
- Benč: Sol, poper in sanje (2010)
- Benč & Big Band RTV Slovenija: Live in Mons (2013)